# 西代寺
西代寺（にしだいじ）は神戸市長田区にある東寺真言宗準別格本山の仏教寺院。
阪神・淡路大震災で、本堂 庫裏 山門等が全壊する被害を受けたが、平成16年に復興再建。
本尊を地蔵菩薩とし、地蔵信仰が盛んな長田区では長田のお地蔵さんとして親しまれている。

## 歴史
西代寺は東寺真言宗初代宗務総長 木田宥岳大和尚によって中興開山された。
宥岳和尚は淡路島の洲本市に生まれ、幼少時代を淡路の地で過ごし、その後、京都の東寺中学に進学。
卒業後、淡路島に戻り、南あわじ市松帆の古義真言宗五大力山願海寺で住職に就いていたが、大正時代に神戸西代村の地で、無住となった寺院を任されることになった。
そして淡路島より弘法大師像を担ぎ海を渡り、神戸西代村の地に降りて、ここを自らの布教の拠点とし、衆生救済を発願した。そこが現在の西代寺の地である。
入寺当初の寺は荒廃しており、境内にお堂が残されているだけであったが、宥岳和尚の尽力あって、庫裏・山門などが逐次整備された。
創建年代は、宥岳和尚の入寺以前より古くから本堂に祀られ、歴代先師によって護られてきた弘法大師像（大坂仏師 宮内法橋作）の裏面に『享保19年（1734年）造立』と墨書が残されているところから、江戸時代中期に弘法大師像を祀る西代寺の前身となる堂宇が建立されたと推測する。だが宥岳和尚入寺前の寺号等については度重なる災害等で記録を無くし、不詳である。残された資料によると宥岳和尚が入寺してからは、大正年代『真言宗東寺派 護国教会 西代高野山』
その後、『真言宗東寺派末 西代寺』となっており、宥岳和尚は西代村を守護し、西代村の菩提寺として正式に寺号を『西代寺』と改め中興開山とし、人々に弘法大師信仰を弘め、寺門発展した。
記録によると西代寺は当時開かれていた神戸八十八ヶ所霊場第七十四番に属していた。
1945年（昭和20年）には、神戸大空襲に見舞われたが、幸いにも大きな被害は受けず難を逃れることができた。
終戦後、高木寳瑞和尚が中興第二世として入寺し、宥岳和尚と共に寺門興隆に励み、檀家数 千軒以上を有する程にまで発展した。
しかし、1995年（平成7年）に発生した阪神・淡路大震災によって、本堂・庫裏・山門などが全壊し、堂塔を失う。
震災後、高木寳瑞和尚は、全壊となった西代寺跡に仮本堂を建て、震災で離散した檀信徒の方々の安否消息・所在の確認から始まり、寺院体制を整え直し、西代寺復興に尽力した。
その後、中興第三世 木田亮仁住職が西代寺本堂復興再建を発願し、檀信徒一致協力のもと、2004年（平成16年）4月に落成し、復興再建した。

## 境内・伽藍
- 本堂 - 本尊地蔵菩薩（半跏趺坐像）を祀る。
  - 脇侍 - 普賢菩薩を祀る。
  - 脇侍 - 弘法大師を祀る。[1]
  - 護摩堂 - 不動明王を祀る。
- 水掛地蔵堂
- 阪神淡路大震災慰霊碑・修行大師像
- 境内社 氏神 長田神社の御分霊 御祭神 事代主神を祀る。
- 永代供養塔

## 年中行事
- 1月23日 新春寄席・大般若経転読法会
- 3月23日 春季彼岸法会
- 8月5日 新精霊初盆法会
- 8月23日 盂蘭盆施餓鬼法会
- 8月23日 地蔵盆
- 9月23日 秋季彼岸法会
- 11月23日 報恩感謝 十夜法会
- 四国八十八ヶ所巡拝（いろは会）
- 高野山参詣（年1回）
- 寺報（年1回発行）
- 月並み行事
  - 毎月28日 午後2時～　不動明王護摩祈祷　於 護摩堂

## 交通アクセス
- JR神戸線（山陽本線）新長田駅下車、北東へ徒歩3分
- 神戸市営地下鉄新長田駅下車、北へ徒歩3分
- 阪神神戸高速線・山陽電車西代駅下車、南へ徒歩6分
- 阪神高速道路3号神戸線湊川出入口下車、北西3分
- 阪神高速道路31号神戸山手線神戸長田出入口下車、南西3分